# 지방도 제372호선
지방도 제372호선은 경기도 파주시 군내면 방목리와 강원특별자치도 화천군 사내면 맹대교를 잇는 경기도의 지방도이다.
파주시 전 구간은 민간인통제구역이기 때문에 통행할 수 없으며, 도로 또한 개설되어 있지 않다. 실제로 통행은 연천군 장남면 고랑포리부터 가능하다.

## 연혁
- 2005년 3월 28일 : 지방도 제372호선을 새로 지정[1]
- 2008년 1월 11일 : 지방도 제322호선의 강원도 구간인 '광덕 ~ 맹대선' 구간이 이 지방도에 편입[2]
- 2012년 3월 8일 : 연천군 청산면 초성리 ~ 청산면 백의리 5.64km 구간 개통[3]
- 2022년 3월 10일 : 전곡 ~ 마전간 도로(연천군 미산면 마전리 ~ 우정리) 총 2.946km 구간 개통, 기존 연천군 미산면 마전리 총 165m 구간 폐지[4]

## 주요 경유지

### 경기도
- 파주시
  - 군내면 방목리 (미개통 구간)
  - 진동면 (미개통 구간 : 서곡리 - 초리)

- 연천군
  - 장남면 (미개통 구간 : 반정리) - 고랑포리 - 경순왕릉입구 - 자작리 - 판부리 - 원당리 - 사미천교
  - 백학면 사미천교 - 전동리 - 두일리 - 양회교 - (백학주유소) - 백학면 행정복지센터앞사거리 - 백학교
  - 미산면 아미리 - 송고개 - 백석리 - 허우고개 - 마전리 - 마전리삼거리 - 마전리보건진료소 - 유천교 - 유천리 - 우정리 - 임진교
  - 군남면 임진교 - 진상리삼거리 - 진상리 - 황지교 - 황지리 - 화진초등학교 - 장진교
  - 전곡읍 장진교 - 움터삼거리 - 전곡교 - 영도사거리 - 구석기사거리 - 백병원앞 - 전곡입구오거리 - 사랑동삼거리 - 한탄강역 - 한탄대교
  - 청산면 한탄대교 - 한탄대교사거리 - 대전삼거리 - 초성리 - 대전1 교차로 - 대전리 - 궁평 교차로 - 박석고개사거리 - 백의리 - 백의교

- 포천시
  - 창수면 백의교 - 고소성리 - 진군교 - 진군교사거리 - 옥병교 - 오가리 - 오가삼거리
  - 영중면 영평리 - 영송삼거리 - 영송리 - 신장삼거리 - 성동5리 교차로 - 성동삼거리 - 성동리
  - 일동면 수입리
  - 이동면 삼팔교삼거리 - 낭유 교차로 - 노곡리 - 장암교 - 이동삼거리 - 이동시외버스정류장 - 장암리 - 제1도평교 - 도평리터미널 - 도평리 - 도평삼거리 - 백운계곡 - 박달교 - 광덕고개

### 강원특별자치도
- 화천군
  - 사내면 광덕고개 - 광덕리 - 맹대교

## 중복 구간
- 연천군 장남면 판부리 ~ 백학교 북단 : 국가지원지방도 제78호선과 중복
- 연천군 백학면 백학주유소앞 ~ 백학교 북단 : 지방도 제371호선과 중복
- 연천군 전곡읍 전곡교 ~ 청산면 대전삼거리 : 국도 제3호선과 중복
- 포천시 창수면 진군교사거리 ~ 옥병교차로 : 국도 제87호선과 중복
- 포천시 창수면 진군교사거리 ~ 영중면 옥병교차로 : 국도 제37호선과 중복
- 포천시 영중면 신장삼거리 ~ 성동삼거리 : 국도 제43호선과 중복
- 포천시 이동면 삼팔교삼거리 ~ 낭유 교차로 : 지방도 제387호선과 중복

## 도로명
- 연천군 장남면 고랑포리 ~ 판부리 : 장남로
- 연천군 장남면 판부리 ~ 백학면 백학주유소앞 : 장백로
- 연천군 백학면 백학주유소앞 ~ 전곡읍 전곡교 : 청정로
- 연천군 전곡읍 전곡교 ~ 청산면 대전삼거리 : 평화로
- 연천군 청산면 대전삼거리 ~ 포천시 창수면 진군교사거리 : 청창로
- 포천시 창수면 진군교사거리 ~ 영중면 신장삼거리 : 전영로
- 포천시 영중면 신장삼거리 ~ 성동삼거리 : 호국로
- 포천시 영중면 성동삼거리 ~ 이동면 이동삼거리 : 성장로
- 포천시 이동면 이동삼거리 ~ 도평삼거리 : 화동로
- 포천시 이동면 도평삼거리 ~ 화천군 사내면 맹대교 서단 : 포화로